# Kungariket Imereti

De georgiska staterna 1490, strax efter splittringen av kungariket Georgien.

Kungariket Imereti var en historisk monarki som låg i nuvarande Georgien mellan 1463 och 1810.
Det skapades efter splittringen av Kungariket Georgien.
Det blev en rysk provins 1810.